# 摆榔彝族布朗族乡
摆榔彝族布朗族乡是中华人民共和国云南省保山市施甸县下辖的一个民族乡。

## 行政区划
摆榔彝族布朗族乡下辖以下村级行政区划单位：
摆榔村、鸡茨村、大中村和尖山村。